# Jastrowie
Jastrowie (prononciation : [jasˈtrɔvʲɛ], en allemand : Jastrow) est une ville de Pologne, située dans la voïvodie de Grande-Pologne. Elle est le chef-lieu de la gmina de Jastrowie, dans le powiat de Złotów.
Elle se situe à 17 kilomètres au nord-ouest de Złotów (siège du powiat) et à 125 kilomètres au nord de Poznań (capitale régionale).

## Géographie

Plan de la ville.

Dans la région géographique de la Poméranie, mais administrative de la Grande-Pologne, Jastrowie est au cœur de forêts et de marais.

## Histoire
Jastrowie a obtenu son statut de ville en 1602. 

De 1772 à 1945, Jastrow fait partie de l'arrondissement de Deutsch Krone dans le district de Marienwerder au sein de la province de Prusse-Occidentale.
De 1975 à 1998, la ville faisait partie du territoire de la voïvodie de Piła. Depuis 1999, elle fait partie du territoire de la voïvodie de Grande-Pologne.

## Monuments

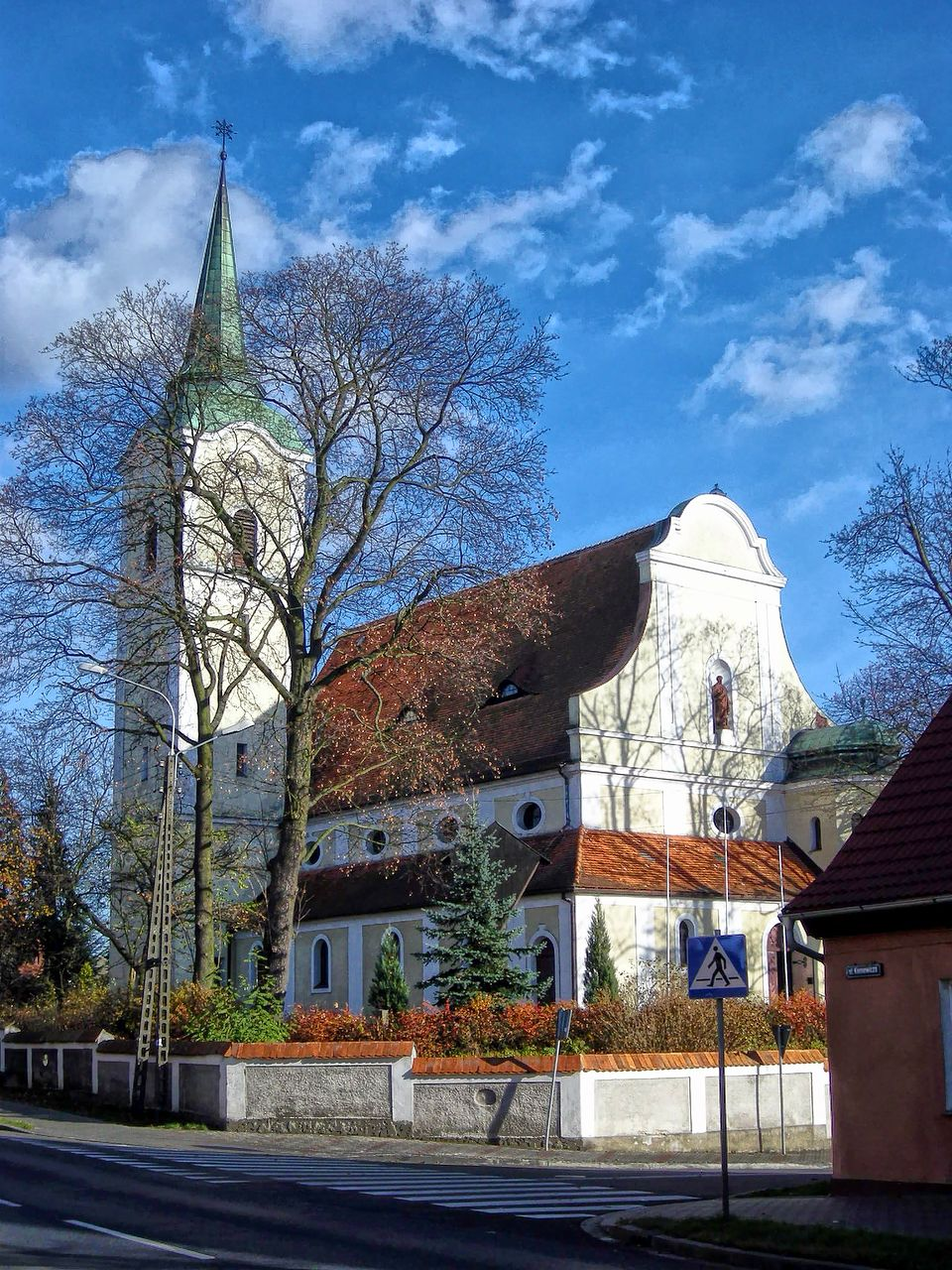
L'église Saint-Michel-Archange.

- l'église néo-baroque, Saint-Michel-Archange, construite en 1913 ;
- l'église Sainte-Marie, construite en 1882.

## Voies de communications
Les routes nationales 11 (qui relie Katowice à Kołobrzeg) et 22 (de) (qui relie Gorzów Wielkopolski à Elbląg) et la route voïvodale 189 (de) (qui relie Jastrowie à Więcbork) passent par la ville.

## Jumelages
La ville de est Jastrowie jumelée avec :
- Bonyhád (Hongrie)
- Steinfeld (Allemagne)